# Thor Zackrisson
Thor Herman Zackrisson, född 6 oktober 1932 i Partille, Göteborg, är en svensk dansare, koreograf, teaterregissör och skådespelare.

## Biografi
Zackrisson debuterade som skådespelare på barnteatern på Liseberg 1944 och arbetade sedan bland annat på Stora Teatern i Göteborg, Folkparkerna, Riksteatern, Berns och Folkan. Han arbetade under 80- och 90-talen i Säffle på Värmlandsoperan, Säffleoperan, Regionteatern i Säffle och Musikteatern i Värmland.
Han har även skrivit boken Lång-Sam - en saga om tillfälligheternas spel (Forstena 2006). Zackrisson gifte sig 1957 med dansaren Pia Hammarbäck.

## Teater

### Roller (ej komplett)
| År   | Roll          | Produktion                                                          | Regi             | Teater        |
| ---- | ------------- | ------------------------------------------------------------------- | ---------------- | ------------- |
| 1959 | Gatuartist    | My Fair Lady Frederick Loewe och Alan Jay Lerner                    | Sven Aage Larsen | Oscarsteatern |
| 1962 | En journalist | Tre valser Oscar Straus, Paul Knepler och Armin Robinson            | Ivo Cramér       | Oscarsteatern |
| 1974 |               | Annie Get Your Gun Irving Berlin, Dorothy Fields och Herbert Fields | Åke Falck        | Scandinavium  |

### Regi
| År   | Produktion                                | Upphovsmän                        | Teater           |
| ---- | ----------------------------------------- | --------------------------------- | ---------------- |
| 1966 | Å vilket härligt krig                     |                                   | Riksteatern      |
| 1967 | Nalle Puh                                 | A.A. Milne Bearbetning Nils Olsén | Skolbarnsteatern |
| 1967 | Å vilket härligt krig                     |                                   | Riksteatern      |
| 1977 | Från film och musical till Olrogs Asa-bal |                                   | Riksteatern      |
| 1978 | Sommar Får vi lämna några blommor         |                                   | Riksteatern      |
| 1979 | Adam och Eva                              |                                   | Riksteatern      |
| 1979 | Med sång i beredskap                      |                                   | Riksteatern      |
| 1980 | Så länge skutan kan gå                    |                                   | Riksteatern      |

### Koreografi
| År   | Produktion                                  | Upphovsmän                                                                                           | Regi                           | Teater                           |
| ---- | ------------------------------------------- | --- | ------------------------------ | -------------------------------- |
| 1954 | Riddartornet                                | |                                | Atelierteatern                   |
| 1964 | Tjaddenrevyn                                | |                                | Riksteatern                      |
| 1965 | Tjaddenrevyn                                | |                                | Riksteatern                      |
| 1965 | Å vilket härligt krig Oh! What a Lovely War | |                                | Riksteatern                      |
| 1966 | Tjaddenrevyn                                | |                                | Riksteatern                      |
| 1966 | Å vilket härligt krig Oh! What a Lovely War | | Thor Zackrisson                | Riksteatern                      |
| 1967 | Tjaddenrevyn                                | |                                | Riksteatern                      |
| 1967 | Å vilket härligt krig Oh! What a Lovely War | | Thor Zackrisson                | Riksteatern                      |
| 1968 | Det är bra, det är bra..., revy             | Carl-Johan Seth                                                                                      | Carl-Johan Seth Birgitta Särnö | Marsyasteatern                   |
| 1971 | Celebration                                 | Tom Jones och Harvey Schmidt Översättning Stig Bergendorff                                           | John Zacharias                 | Norrköping-Linköping stadsteater |
| 1971 | Tjaddenrevyn                                | |                                | Riksteatern                      |
| 1972 | Den förgyllda lergöken                      | Emil Norlander                                                                                       | Bertil Norström                | Norrköping-Linköping stadsteater |
| 1972 | West Side Story                             | Arthur Laurents, Leonard Bernstein och Stephen Sondheim Översättning Urban Torhamn och Gösta Rybrant | John Zacharias                 | Norrköping-Linköping stadsteater |

## Filmografi

### Koreografi
- 1964 – Älskling på vift
- 1965 – Pang i bygget
- 1979 – Trolltider (TV-serie)

### Roller
- 1973 – Ett köpmanshus i skärgården (TV-serie)
- 1968 – Längta efter kärlek
- 1964 – Älskling på vift
- 1964 – Bröllopsbesvär
- 1961 – Karneval
- 1958 – Jazzgossen
- 1956 – Kalle Stropp, Grodan Boll och deras vänner, som Grodan Boll
- okänt årtal - “Bara en kypare” Regi Alf Kjellin.